# Atlashofen
Atlashofen ist ein Ortsteil der Gemeinde Kressbronn am Bodensee im baden-württembergischen Bodenseekreis in Deutschland.

## Lage
Der Ortsteil Atlashofen liegt zwei Kilometer nordöstlich der Kressbronner Ortsmitte zwischen den anderen Ortsteilen Berg im Westen, Hüttmannsberg im Süden, Nitzenweiler im Nordosten und Riedensweiler im Osten.

## Wanderwege

### Jakobsweg
Durch Atlashofen verläuft unter anderem der östliche, von Brochenzell über Tettnang herführende Zweig des Oberschwäbischen Jakobwegs, dessen Ziel die St. Jakobus-Kapelle im bayerischen Nonnenhorn ist.

### Bauernpfad

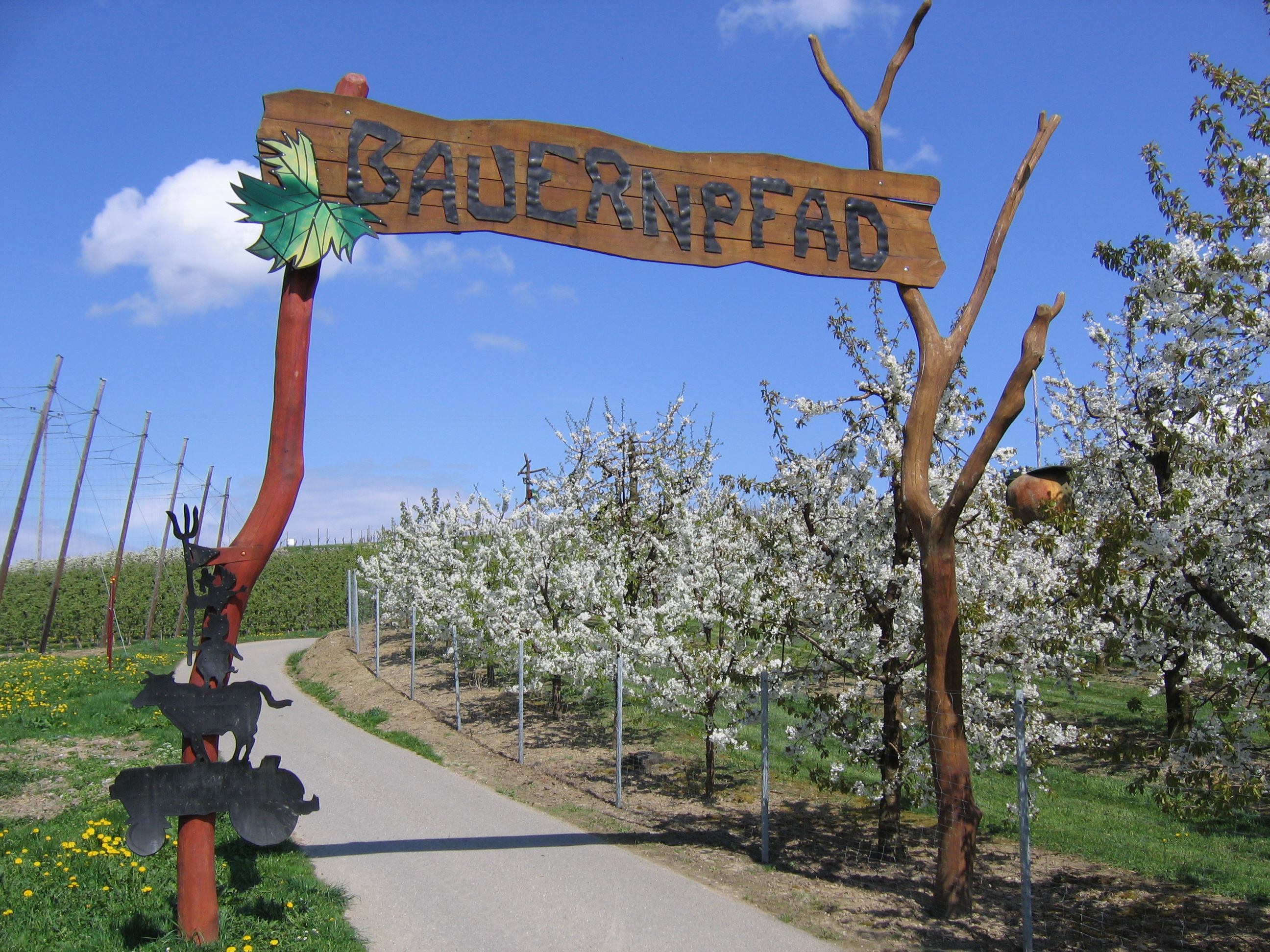
Bauernpfad

Zum zehnjährigen Jubiläum der Initiative Jahr des Bauern wurde der ehemalige Obst- und Weinlehrpfad am 16. Juni 2007 nach monatelanger Arbeit, Neukonzeption, Umgestaltung und Erweiterung von der Gemeinde, zusammen mit den einheimischen Landwirten und Landfrauen, als Kressbronner Bauernpfad eröffnet. Auf einem rund zweieinhalb Kilometer langen Rundweg zwischen den Ortsteilen Berg - hier Parkplatz - und Atlashofen erfährt der Besucher auf Informationstafeln viel Wissenswertes zu den Themen Landschaft, Wein, Obst, Hopfen, Wald, Milch- und Viehwirtschaft.
Abgerundet wird das Angebot durch eine Duftbox, Spielgeräte und ein Hopfen-Kletterturm für die jüngeren Besucher.